# 朱新墧
晋和王朱新墧（16世纪—16世纪），明朝新化端和王朱知㸅的庶次子，新化长子朱新㙉（生于1516年）的弟弟，封镇国将军。
嘉靖四年（1525年），朱知㸅去世，朱新㙉管王府事。十二年（1533年），朱知㸅的堂兄晋端王朱知烊去世，无子。因晋端王也没有存活的兄弟，端王妃王氏认为朱新㙉作为晋端王二叔父新化恭裕王朱表槏的长孙，应该继位。晋端王的六叔父荥泽王朱表檈为自己辈分高却不能袭晋王而不平，上疏称朱新㙉身为新化长子不能出继，应该由朱新㙉袭封新化王，朱新墧袭封晋王，意图利用朱新墧年少之机作为长辈暂代晋王府事。礼部商议后，礼部尚书夏言举唐成王朱弥鍗、瀋恭王朱诠钲绝嗣后都由最年长弟弟的继承人文城王朱宇温和灵川王朱胤栘续封且文城、灵川二国随之除国的例子，指没有郡王次子越过兄长入继大宗的先例。最后定下由朱新㙉嗣封，是为晋简王。新化国因入继大宗而除国，朱表槏、朱知㸅因而被追封为晋安王、晋康王，朱新墧仍为镇国将军。
朱新墧有嫡长子朱慎镜和嫡三子朱慎鋷，皆封辅国将军。晋简王无子，万历元年（1573年）七月，明神宗准朱慎镜入府侍藥。晋简王死后，朱慎镜及其子朱敏游先后继位为晋敬王、晋哀王，晋哀王死后，朱慎鋷继位为晋惠王，其子朱敏淳继位为晋穆王。万历年间，因朱敏淳向朝廷请求，朱新墧得追封为晋和王。